# Eptesicus nilssonii
Eptesicus nilssonii é uma espécie de morcego da família Vespertilionidae. Ocorre no norte, centro e leste da Europa, do oeste da França à Rússia, na Bretanha é apenas vagrante, na Escandinávia alcança o Círculo Polar Ártico, ao sul até o norte da Itália, Bulgária, norte da Ucrânia, e uma população isolada no Cáucaso; na Ásia ocorre dos Urais centrais até o leste da Sibéria, norte da Mongólia, norte e centro da China, Coreia do Norte, Hokkaido (Japão) e ilha de Sacalina.

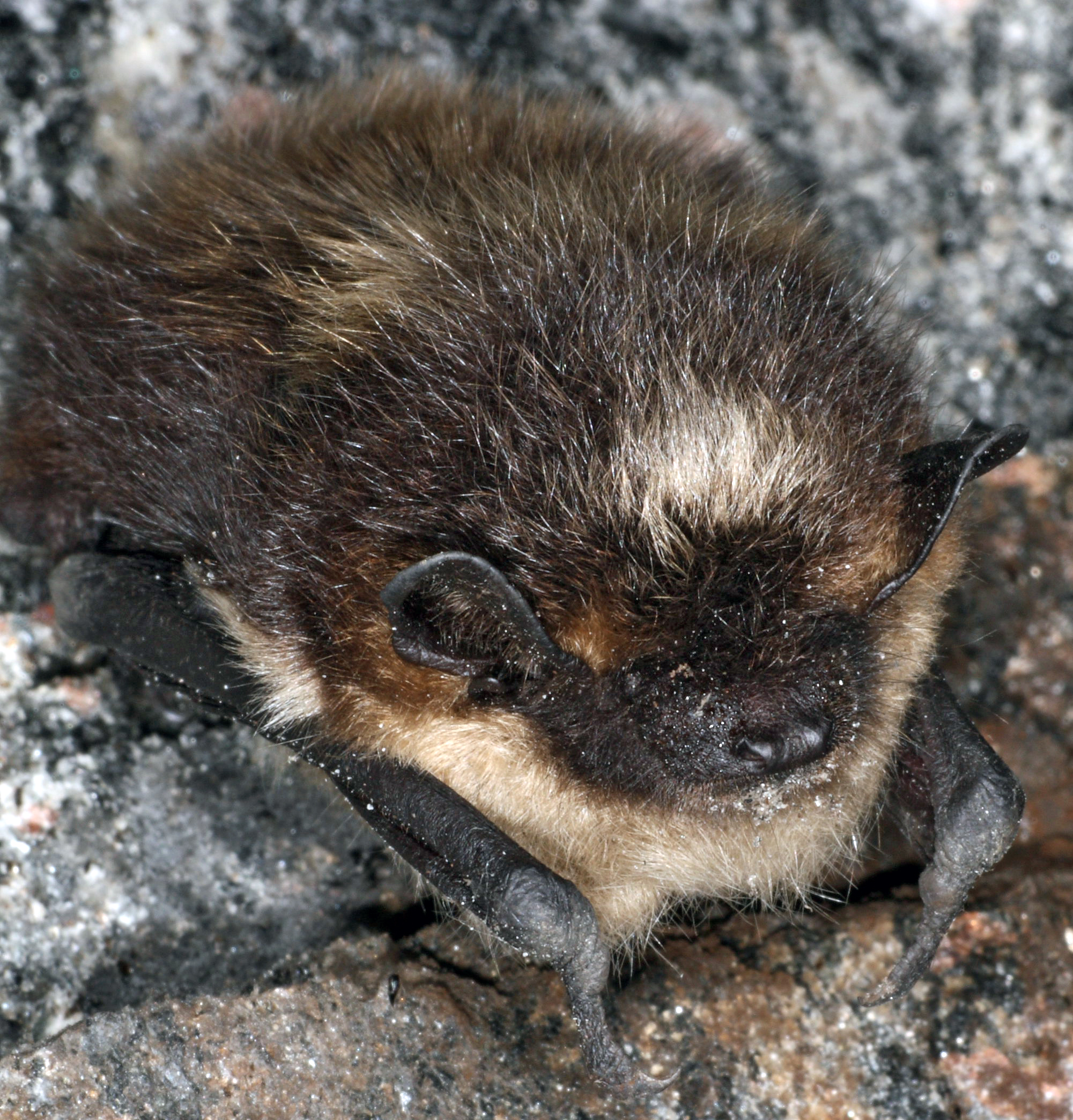
Hibernando